# Pirovsky (huyện)
Huyện Pirovsky (tiếng Nga: ? райо́н) là một huyện hành chính tự quản (raion), của Vùng Krasnoyarsk, Nga. Huyện có diện tích 6085 kilômét vuông, dân số thời điểm ngày 1 tháng 1 năm 2000 là 10600 người. Trung tâm của huyện đóng ở Pirovskoye.